# Nyssodrysternum fasciatum
Nyssodrysternum fasciatum là một loài bọ cánh cứng trong họ Cerambycidae.